# Kristian Jeppesen
Kristian Jeppesen (* 20. Dezember 1924 in Frederiksberg; † 14. November 2014) war ein dänischer Klassischer Archäologe und Bauforscher.
Jeppesen ist Sohn des Komponisten und Musikwissenschaftlers Knud Jeppesen. Von 1958 bis 1991 war er Professor der Klassischen Archäologie an der Universität Aarhus. Bekannt wurde er durch seine Ausgrabungen der Fundamentreste des Mausolleion in Halikarnassos in den Jahren 1966 bis 1977. Seine umfassende Rekonstruktion des Monumentes wird in weiten Teilen der Fachwelt als die derzeit gültige angesehen.

## Schriften
- The Maussolleion at Halikarnassos – Reports of the Danish Archaeological Expedition to Bodrum. Bde. 1–7, Aarhus: Aarhus University Press, 1981–2003.